# Partenaires sociaux
Les partenaires sociaux désignent les organisations de travailleurs (syndicats professionnels) et de patrons (organisations patronales), par exemple dans une négociation.
Le concept est essentiellement utilisé en France où les « partenaires sociaux » sont responsables de la gestion de certains organismes paritaires, tels que l'Unédic ou l'assurance retraite.
Ce sont les partenaires sociaux qui fixent les conditions de fonctionnement des différentes instances, les commissions paritaires se réunissent au moins trois fois par an en vue des négociations qui doivent se dérouler au sein d'une branche professionnelle. C'est aussi au sein de ces commissions que devront être négociés et conclus les accords susceptibles d'être étendus.

## Terminologie
Dans son livre LQR : la propagande du quotidien, Éric Hazan dénonce le remplacement des termes « organisations syndicales » et « organisations patronales »  par « partenaires sociaux ».